# Бекренёв, Леонид Константинович
Леонид Константинович Бекренёв (2 [15] марта 1907, Ярославль — 21 апреля 1997, Москва) — советский военачальник, один из руководителей советской военно-морской разведки, военный дипломат. Адмирал (1967).

## Биография
Родился в семье крестьян, незадолго до его рождения перебравшихся из деревни в Ярославль.
После окончания школы работал электриком в трамвайном депо Ярославля. В 1924 году вступил в комсомол, был активистом.
В РККФ с 1924. Окончил Военно-морское подготовительное училище (1924—1927), Военно-морское училище имени М. В. Фрунзе (1927—1931, учился на одном курсе с будущим Главкомом ВМФ СССР С. Г. Горшковым), Специальные курсы командного состава ВМС РККА имени ЦИК Татарской АССР по разведке при 4-м Управлении штаба РККА (1931—1932), Военно-морское училище имени М. В. Фрунзе (1927—1931). В 1930 году вступил в ВКП(б).
С февраля 1931 года служил помощником вахтенного начальника на линкоре «Октябрьская революция», с мая по декабрь 1931 служил старшим флаг-секретарём штаба дивизии линкоров Морских сил Балтийского моря. С мая 1932 года служил в Разведупре Штаба РККА: помощник начальника, с февраля 1933 — начальник дальневосточного сектора, с января 1935 — помощник начальника отделения 3-го отдела Разведупра. В марте-мае 1934 года совершил плавание на борту ледокола «Красин» из Ленинграда в бухту Провидения через Панамский канал для участия в спасении членов экспедиции и экипажа парохода «Челюскин» с дрейфующей льдины в Чукотском море. С октября 1935 — помощник начальника отдела в штабе Северного флота, а с марта 1936 по август 1938 года — начальник отделения разведывательного отдела Черноморского флота. Будучи в этой должности, был направлен в командировку в Испанию, где участвовал в гражданской войне в Испании (январь 1937 — август 1938).
Однако после возвращения в СССР имеющий боевой опыт разведчик был отчислен из Разведупра и направлен на строевую службу. С августа 1938 года он командовал эсминцем «Петровский», с ноября 1939 года — эсминцем «Бойкий» Черноморского флота. В октябре 1940 года был снят с должности командира корабля за нарушение воинской дисциплины и понижен в воинском звании с капитана 3-го ранга до капитан-лейтенанта. С октября 1940 года служил в штабе Беломорской военно-морской базы командиром по распорядительно-строевой части. В апреле 1941 года был переведён в штаб Северного флота, где его и застало начало Великой Отечественной войны.

### Великая Отечественная война
Встретил войну в должности командира по оперативной подготовке флота 2-го отделения 1-го (оперативного) отдела штаба Северного флота (в должности с апреля 1941 года). С сентября 1941 был начальником 2-го отделения 4-го (разведывательного) отдела, с ноября 1941 — начальником отдела боевой подготовки штаба Северного флота. Был одним из инициаторов создания подразделения водолазов-разведчиков и разведывательного отряда штаба флота под командованием В. Н. Леонова. Активный участник обороны Заполярья.
В сентябре 1942 года назначен начальником разведывательного отдела штаба Балтийского флота. Участник обороны Ленинграда. С августа 1943 года служил начальником 9-го отдела в Разведывательном управлении Главного морского штаба ВМФ СССР. С 2 августа 1944 года — начальник разведывательного отдела штаба Северного флота.

### Послевоенная служба
После Великой Отечественной войны в ноябре 1945 года был переведён в 2-е (разведывательное) Главное управление Морского Генерального штаба: помощник начальника, с апреля 1950 — заместитель начальника этого управления, а с июля 1951 — заместитель начальника Морского Генерального штаба — начальник 2-го (разведывательного) Главного управления МГШ. С мая 1953 года — начальник отдела 2-го (разведывательного) управления Генерального штаба Вооружённых сил СССР. С октября 1953 года — начальник 1-го Управления Главного разведывательного управления Генерального штаба, с мая 1955 — начальник стратегической разведки ГРУ. В октябре 1962 года назначен военно-морским атташе при Посольстве СССР в США. В марте 1963 года отозван в СССР и назначен заместителем начальника Главного разведывательного управления СССР. С июня 1967 по август 1973 года — начальник Военно-дипломатической академии Советской Армии.
В августе 1973 года уволен в отставку. Жил в Москве. Долгое время возглавлял Комитет ветеранов ГРУ Генерального штаба Вооружённых Сил.
Похоронен на Троекуровском кладбище.

## Семья
Был женат. Имел четырех сыновей, ставших офицерами-подводниками:
- Евгений Леонидович Бекренёв (1948—2014), военный моряк, разведчик, капитан 1-го ранга;
- Леонид Леонидович Бекренёв (1952—2008), военный моряк, капитан 1-го ранга, ректор Мурманской академии экономики и управления, доктор экономических наук, профессор, академик РАЕН;
- Виталий Леонидович Бекренёв (род. 1954), военный моряк, капитан 2-го ранга[5].
- Арнольд Леонидович Бекренёв (1931—1995), офицер ВМФ, подполковник запаса. Работает на военной кафедре Кишиневского военного института

## Воинские звания
- Капитан 2-го ранга (1942 г.);
- Капитан 1-го ранга (1945 г.);
- Контр-адмирал (27 января 1951 г.);
- Вице-адмирал (25 мая 1959 г.);
- Адмирал (25 октября 1967 г.);

## Награды
- Орден Ленина (15.11.1950);
- Четыре ордена Красного Знамени (4.04.1943[6], 23.10.1944[7], 3.11.1944[8], 5.11.1954);
- Орден Отечественной войны I степени (11.03.1985)[9];
- Орден Отечественной войны II степени (7.06.1945);
- Два ордена Красной Звезды (22.02.1968, 13.03.1987);
- Орден «Знак Почёта» (16.12.1936);
- Медаль «За оборону Ленинграда»;
- Медаль «За оборону Советского Заполярья»;
- Медаль «За победу над Германией в Великой Отечественной войне 1941—1945 гг.» (1945);
- Другие медали СССР
- Именное оружие (1957).